# Литвинов Леонід Федорович
Леоні́д Фе́дорович Литви́нов (*7 липня 1944, Тернувате) — український промисловець і політик Партії регіонів, кандидат технічних наук.

## Біографія
Народився 7 липня 1944 (село Тернувате, Кривоозерський район, Миколаївська область); росіянин; батько Федір Васильович (1919); мати Марія Григорівна (1927); дружина Євгенія Іванівна (1949); син Дмитро (1971) — заступник генерального директора ВАТ «Єнакієвський металургійний завод».
Навчався у Єнакієвському металургійниому технікумі (1960–1964), Комунарському гірничо-металургійному інституті (1968–1975), «Металургія сталі», інженер-металург. Захистив кандидатську дисертацію на тему: «Дослідження та розробка технології виробництва конверторної сталі з керуванням окисленністю металу і шлаку». Захист відбувся у Інституті чорної металургії ім. З.Некрасова НАН України у 2001 році.
- 7 серпня 1964  працював підручним розливника чавуну, на Макіївському металургійному заводі;
- З вересня 1964 по листопад 67  служив в армії;
- Січень - березень 1968  — канавник, а з березня по листопад 1968  був бригадиром стриперного відділення;
- Лиспопад 1968- січень 1970 — диспетчер;
- Січень — грудень 1970 — ковшовий гарячого чавуну;
- Грудень 1970 — січень 1976 — майстер з розливу металів;
- Жовтень 1976 — травень 1980 — начальник зміни мартенівського цеху;
- Травень — грудень 1980 — заступник начальника;
- Грудень 1980 —  серпень 1982 — начальник копрового цеху;
- Серпень 1982 — березень 1985 — начальник конверторного цеху;
- Березень — жовтень 1985 — головний сталеплавильник;
- Жовтень 1985 — 1990 — начальник конверторного цеху;
- Жовтень 1990 — січень 1994 — заступник директора з виробництва Єнакієвського металургійного заводу;
- Січень 1994 — вересень 1995 — заступник голови правління з виробництва;
- Вересень 1995 — листопад 1996 — заступник генерального директора з виробництва;
- Листопад 1996 — 2005 — голова правління — генеральний директор,
- З 2005 — радник генерального директора, ВАТ «Єнакієвський металургійний завод».

Депутат Донецької облради (2002-2006), депутат Єнакієвської міськради (1994—2002).
Народний депутат України 5-го скликання з квітня 2006 від Партії регіонів, № 16 в списку. На час виборів був радником генерального директора ВАТ «Єнакієвський металургійний завод». Член Комітету з питань промислової і регуляторної політики та підприємництва (з липня 2006), член фракції Партії регіонів (з травня 2006).
Народний депутат України 6-го скликанняз листопада 2007 від Партії регіонів, №16 в списку. На час виборів був народним депутатом України, член ПР.
Співавтор праці «Математичні моделі та системи управління конверторною плавкою» (1998).[джерело?]

## Нагороди
Позбавленний усіх державних нагород відповідно до УКАЗ ПРЕЗИДЕНТА УКРАЇНИ №38/2025 Про рішення Ради національної безпеки і оборони України від 19 січня 2025 року "Про застосування та скасування персональних спеціальних економічних та інших обмежувальних заходів (санкцій)"
- Медаль «20 років Перемоги у Великій Вітчизняній війні 1941—1945 рр.» (1965).

## Джерело
- https://web.archive.org/web/20071011235504/http://vlada.kiev.ua/fcontent.php?pacode=311
- "Хто є хто в Україні", видавництво "К.І.С."